# فیات ۱۲ اچ‌پی
فیات ۱۲ اچ‌پی (Fiat ۱۲ HP) خودرویی است که در سال‌های ۱۹۰۱ تا ۱۹۰۲۱۰۶ producedدر تورین و ایتالیا تولید شده‌است.
طراحی آن خودروهای موتور جلو-محور عقب بوده طول آن در حالت طبیعی ۳٬۲۷۰ میلیمتر (۱۲۹ اینچ)، عرض آن در حالت طبیعی ۱٬۶۳۰ میلیمتر (۶۴ اینچ) و ارتفاع آن در حالت طبیعی ۱٬۶۵۰ میلیمتر (۶۵ اینچ) و وزن آن در حالت طبیعی ۱٬۲۲۰ کیلوگرم (۲٬۶۹۰ پوند) است.
موتور آن ۳۷۷۰ سی‌سی سیستم جعبه‌دندهٔ آن ۳ دنده به صورت دستی است.